# Carlo Federici Casa
Carlo Federici Casa   (Ventimiglia, 21 de juliol de 1906 - Bogotà, 14 de gener de 2004) va ser un matemàtic italià que va treballar a Colòmbia.
Nascut el 1906 a Ventimiglia (frontera d'Itàlia i França), va fer estudis superiors a Itàlia, on va rebre els títols de doctor en Física Pura i de doctor en matemàtiques a la universitat de Gènova, defensant dues tesis titulades Su un {\displaystyle ds^{2}} einsteiniano (1928) i Sulle congruenze binomie (1930), respectivament. Els anys successius va ser professor ajudant a la universitat (1932-1942) i professor titular a un institut de secundària (1942-1948). El 1945 va ser detingut per les seves activitats polítiques contre el règim feixista italià, ja que tan ell com la seva esposa eren membres del partit comunista.
El 1948 va emigrar a Colòmbia. La seva tasca més important va ser l'actualització de l'estudi de les matemàtiques a la Universitat Nacional de Colòmbia, per la que va treballar fins al 1972 quan es va jubilar, tot i que hi va seguir vinculat la resta de la seva vida. El 1948, quan va arribar, els cursos de matemàtiques de la universitat estaven a càrrec de destacats professors de la Facultat d'Enginyeria que desconeixien els avenços de la matemàtica pura moderna. Federici va iniciar el projecte d'establir els estudis de matemàtiques pures a la Universitat i el 1956 va aconseguir fundar el Departament de Matemàtiques i Estadística. La llicenciatura en matemàtiques superiors es va convertir en carrera, la qual cosa permetia obtenir el títol de matemàtic. Per la seva dedicació a la promoció i desenvolupament de la matemàtica al país va rebre diverses distincions a Colòmbia i Itàlia i va ser membre i fundador d'altres associacions científiques dedicades a l'estudi de les matemàtiques. Va morir a Bogotà l'any 2004.